# 丹尼臣·哥度巴
路爾斯·丹尼臣·哥杜巴·洛迪古斯（西班牙語：Luis Danilson Córdoba Rodríguez，1986年9月6日—），是哥倫比亞的已退役足球運動員，生于哥倫比亞喬科省的基布多，曾效力日本球隊名古屋八鯨。

## 生涯
2010年1月5日，名古屋八鯨從札幌岡薩多租借哥杜巴，效力至季尾。哥杜巴在名古屋八鯨效力總共六季，於2015年11月被釋出。

## 國際賽生涯
擔當左中場的他，曾代表哥倫比亞國家隊踢了三場比賽，先是大勝巴拿馬4—0，及對陣墨西哥和烏拉圭。